# استفانو جواکینی
استفانو جواکینی (انگلیسی: Stefano Gioacchini؛ زادهٔ ۲۵ نوامبر ۱۹۷۶) بازیکن فوتبال اهل ایتالیا است.
از باشگاه‌هایی که در آن بازی کرده‌است می‌توان به باشگاه فوتبال پروجا، باشگاه فوتبال کوزنتسا کالچو، باشگاه فوتبال لودیجیانی کالچو، باشگاه فوتبال سالرنیتانا، باشگاه فوتبال ونتزیا، و باشگاه فوتبال کاونتری سیتی اشاره کرد.